# Vena
För andra betydelser, se Vena (olika betydelser).
Vena är en tätort i Hultsfreds kommun i Kalmar län, och kyrkby i Vena socken.
Vena kyrka ligger här liksom en bensinmack, Vena Värdshus och en bank. Idrottsföreningen SK Lojal i samhället spelar bland annat fotboll på Ekensved.
Vena stavades Hvena före stavningsreformen 1906.
Den lilla byn Skinnarp ligger utanför Vena.

## Befolkningsutveckling
| Befolkningsutvecklingen i Vena 1960–2020 | Befolkningsutvecklingen i Vena 1960–2020 | Befolkningsutvecklingen i Vena 1960–2020 | Befolkningsutvecklingen i Vena 1960–2020 | Befolkningsutvecklingen i Vena 1960–2020 |
| ---------------------------------------- | ---------------------------------------- | ---------------------------------------- | ---------------------------------------- | ---------------------------------------- |
|                                          |                                          |                                          |                                          |                                          |
| År                                       |                                          |                                          | Folkmängd                                | Areal (ha)                               |
| 1960                                     | 1960                                     |                                          | 432                                      |                                          |
| 1965                                     | 1965                                     |                                          | 441                                      |                                          |
| 1970                                     | 1970                                     |                                          | 460                                      |                                          |
| 1975                                     | 1975                                     |                                          | 500                                      |                                          |
| 1980                                     | 1980                                     |                                          | 519                                      |                                          |
| 1990                                     | 1990                                     |                                          | 422                                      | 76                                       |
| 1995                                     | 1995                                     |                                          | 453                                      | 80                                       |
| 2000                                     | 2000                                     |                                          | 411                                      | 80                                       |
| 2005                                     | 2005                                     |                                          | 380                                      | 80                                       |
| 2010                                     | 2010                                     |                                          | 367                                      | 79                                       |
| 2015                                     | 2015                                     |                                          | 394                                      | 86                                       |
| 2020                                     | 2020                                     |                                          | 386                                      | 88                                       |
|                                          |                                          |                                          |                                          |                                          |